# Dwars door het Hageland 2023
20. ročník jednodenního cyklistického závodu Dwars door het Hageland (oficiálně Duracell Dwars door het Hageland) se konal 10. června 2023 v Belgii. Vítězem se stal Nor Rasmus Tiller z týmu Uno-X Pro Cycling Team. Na druhém a třetím místě se umístili Belgičané Stan Van Tricht (Soudal–Quick-Step) a Florian Vermeersch (Lotto–Dstny). Závod byl součástí UCI ProSeries 2023 na úrovni 1.Pro.

## Týmy
Závodu se zúčastnilo 5 z 18 UCI WorldTeamů, 6 UCI ProTeamů a 4 UCI Continental týmy. Každý tým přijel se sedmi závodníky kromě týmů Alpecin–Deceuninck a Cofidis s šesti jezdci, na start se tak postavilo 103 jezdců. Do cíle v Diestu dojelo 28 z nich.
UCI WorldTeamy
- Alpecin–Deceuninck
- Arkéa–Samsic
- Cofidis
- Intermarché–Circus–Wanty
- Soudal–Quick-Step

UCI ProTeamy
- Bolton Equities Black Spoke
- Israel–Premier Tech
- Lotto–Dstny
- Team Flanders–Baloise
- Team Novo Nordisk
- Uno-X Pro Cycling Team

UCI Continental týmy
- Abloc CT
- Baloise–Trek Lions
- Tarteletto–Isorex
- VolkerWessels Cycling Team

## Výsledky
| Pořadí | Jezdec                   | Tým                      | Čas        |
| ------ | ------------------------ | ------------------------ | ---------- |
| 1      | Rasmus Tiller (NOR)      | Uno-X Pro Cycling Team   | 4h 09' 02" |
| 2      | Stan Van Tricht (BEL)    | Soudal–Quick-Step        | + 0"       |
| 3      | Florian Vermeersch (BEL) | Lotto–Dstny              | + 0"       |
| 4      | Yves Lampaert (BEL)      | Soudal–Quick-Step        | + 10"      |
| 5      | Simon Clarke (AUS)       | Israel–Premier Tech      | + 10"      |
| 6      | Loïc Vliegen (BEL)       | Intermarché–Circus–Wanty | + 19"      |
| 7      | Søren Wærenskjold (NOR)  | Uno-X Pro Cycling Team   | + 26"      |
| 8      | Jenthe Biermans (BEL)    | Arkéa–Samsic             | + 28"      |
| 9      | Tom Van Asbroeck (BEL)   | Israel–Premier Tech      | + 28"      |
| 10     | Matyáš Kopecký (CZE)     | Team Novo Nordisk        | + 28"      |